# Jackson megye (Florida)
Jackson megye az Amerikai Egyesült Államokban, azon belül Florida államban található. Megyeszékhelye és legnagyobb városa Marianna. Lakosainak száma 47 319 fő (2020. április 1.). Jackson megye Seminole, Gadsden, Liberty, Calhoun, Washington, Bay, Holmes, Geneva és Houston megyékkel határos.

## Népesség
A megye népességének változása:
| Lakosok száma | 49 604 | 49 089 | 48 949 | 48 922 | 48 599 | 47 319 |
|               | 2010   | 2011   | 2012   | 2013   | 2015   | 2020   |